# Élections législatives mauriciennes de 2000
Les élections législatives mauriciennes de 2000 sont une élection législative à Maurice se déroulant le 11 septembre 2000.
Le parti d'opposition, le mouvement militant mauricien (MMM) allié au mouvement socialiste militant (MSM) remporte le scrutin. L'alliance bat la coalition dirigée par le parti travailliste mauricien (MLP) au pouvoir. 
Anerood Jugnauth devient donc premier ministre ; il cède sa place en 2003 à Paul Bérenger (dans le cadre d'un accord électoral d'avant scrutin).